# Распределение Пуассона
Распределе́ние Пуассо́на — распределение дискретного типа случайной величины, представляющей собой число событий, произошедших за фиксированное время, при условии, что данные события происходят с некоторой фиксированной средней интенсивностью и независимо друг от друга.
Распределение Пуассона играет ключевую роль в теории массового обслуживания.

## Определение
Выберем фиксированное число {\displaystyle \lambda >0} и определим дискретное распределение, задаваемое следующей функцией вероятности:
{\displaystyle p(k)\equiv \mathbb {P} (Y=k)={\frac {\lambda ^{k}}{k!}}\,e^{-\lambda }},
где
- {\displaystyle k} — количество событий,
- {\displaystyle \lambda } — математическое ожидание случайной величины (среднее количество событий за фиксированный промежуток времени),
- {\displaystyle k!} обозначает факториал числа {\displaystyle k},
- {\displaystyle e=2{,}718281828\ldots } — основание натурального логарифма.

Тот факт, что случайная величина {\displaystyle Y} имеет распределение Пуассона с математическим ожиданием {\displaystyle \lambda }, записывается: {\displaystyle Y\sim ~\mathrm {P} (\lambda )} или {\displaystyle Y\sim \mathrm {Pois} (\lambda )}.

## Моменты
Производящая функция моментов распределения Пуассона имеет вид:
{\displaystyle E_{Y}(t)=e^{\lambda \left(e^{t}-1\right)}},
откуда
{\displaystyle \mathbb {M} [Y]=\lambda },
{\displaystyle \mathbb {D} [Y]=\lambda }.
Для момента {\displaystyle k}-го порядка справедлива общая формула:
{\displaystyle \mathbb {M} Y^{k}=\sum _{i=0}^{k}\lambda ^{i}\left\{{\begin{matrix}k\\i\end{matrix}}\right\}},
где {\displaystyle k=1,2,...}. Фигурные же скобки обозначают числа Стирлинга второго рода. 
А так как моменты и факториальные моменты линейным образом связаны, то часто для пуассоновского распределения исследуются именно факториальные моменты, из которых при необходимости можно вывести и обычные моменты.

## Свойства распределения Пуассона
- Сумма независимых пуассоновских случайных величин также имеет распределение Пуассона. Пусть {\displaystyle Y_{i}\sim \mathrm {P} (\lambda _{i}),\;i=1,\ldots ,n}. Тогда

{\displaystyle Y=\sum \limits _{i=1}^{n}Y_{i}\sim \mathrm {P} \left(\sum \limits _{i=1}^{n}\lambda _{i}\right)}.
- Пусть {\displaystyle Y_{i}\sim \mathrm {P} (\lambda _{i}),\;i=1,2}, и {\displaystyle Y=Y_{1}+Y_{2}}. Тогда условное распределение {\displaystyle Y_{1}} при условии, что {\displaystyle Y=y}, биномиально. Более точно:

{\displaystyle Y_{1}\mid Y=y\sim \mathrm {Bin} \left(y,{\frac {\lambda _{1}}{\lambda _{1}+\lambda _{2}}}\right)}.
- C увеличением {\displaystyle \lambda } распределение Пуассона стремится к распределению Гаусса со среднеквадратичным отклонением {\displaystyle \sigma ={\sqrt {\lambda }}} и сдвигом {\displaystyle \lambda }.   Чтобы доказать это, нужно применить формулу Стирлинга для факториала, а затем воспользоваться разложением в ряд Тейлора {\displaystyle \ln(\lambda /k)^{k}} в окрестности {\displaystyle k=\lambda } и тем,   что в пределах пика распределения {\displaystyle {\sqrt {k}}\approx {\sqrt {\lambda }}}. Тогда получается

{\displaystyle p(k)\approx {\frac {1}{\sqrt {2\pi \lambda }}}\exp \left(-{\frac {(k-\lambda )^{2}}{2\lambda }}\right)}
- Производящая функция распределения Пуассона выглядит так: {\displaystyle \exp \left[\lambda \left(z-1\right)\right]}

## Асимптотическое стремление к распределению
Довольно часто в теории вероятностей рассматривают не само распределение Пуассона, а последовательность распределений, асимптотически равных ему. Более формально, рассматривают последовательность случайных величин {\displaystyle \xi _{1},\xi _{2},\dots }, принимающих целочисленные значения, такую что для всякого {\displaystyle k} выполнено {\displaystyle P\{\xi _{n}=k\}\sim {\frac {\lambda ^{k}e^{-\lambda }}{k!}}} при {\displaystyle n\to \infty }.
Простейшим примером является случай, когда {\displaystyle \xi _{n}} имеет биномиальное распределение с вероятностью успеха {\displaystyle {\frac {\lambda }{n}}} в каждом из {\displaystyle n} испытаний.

### Обратная связь с факториальными моментами
Рассмотрим последовательность случайных величин {\displaystyle \xi _{1},\xi _{2},\dots }, принимающих целые неотрицательные значения. Если {\displaystyle \mu _{r}({\xi _{n}})\sim \lambda ^{r}} при {\displaystyle n\to \infty } и любом фиксированном {\displaystyle r} (где {\displaystyle \mu _{r}({\xi _{n}})} — {\displaystyle r}-й факториальный момент), то для всякого {\displaystyle k} при {\displaystyle n\to \infty } выполнено {\displaystyle P\{\xi _{n}=k\}\sim {\frac {\lambda ^{k}e^{-\lambda }}{k!}}}.

#### Лемма
Для начала докажем общую формулу вычисления вероятности появления конкретного значения случайной величины через факториальные моменты. Пусть для некоторого {\displaystyle \xi } известны все {\displaystyle \mu _{r}(\xi )} и {\displaystyle \mu _{r}(\xi )\to 0} при {\displaystyle r\to \infty }. Тогда
{\displaystyle \sum \limits _{r=k}^{\infty }{(-1)^{r-k}{\frac {\mu _{r}(\xi )}{k!(r-k)!}}}=\sum \limits _{r=k}^{\infty }{\sum \limits _{s=r}^{\infty }{(-1)^{r-k}{\frac {s!}{k!(r-k)!(s-r)!}}P\{\xi =s\}}}.}
Изменяя порядок суммирования, это выражение можно преобразовать в
{\displaystyle \sum \limits _{s=k}^{\infty }{P\{\xi =s\}\sum \limits _{r=k}^{s}{\frac {(-1)^{r-k}s!}{k!(r-k)!(s-r)!}}}=\sum \limits _{s=k}^{\infty }{P\{\xi =s\}{\frac {s!}{k!}}\sum _{t=0}^{s-k}{\frac {(-1)^{t}}{t!((s-k)-t)!}}}.}
Далее, из известной формулы {\displaystyle \sum \limits _{k=0}^{n}{(-1)^{k}C_{n}^{k}}=0} получаем, что {\displaystyle {\frac {s!}{k!}}\sum _{t=0}^{s-k}{\frac {(-1)^{t}}{t!((s-k)-t)!}}=0} при {\displaystyle s>k} и то же выражение вырождается в {\displaystyle 1} при {\displaystyle s=k}.
Тем самым доказано, что {\displaystyle P\{\xi =k\}=\sum \limits _{r=k}^{\infty }{(-1)^{r-k}{\frac {\mu _{r}(\xi )}{k!(r-k)!}}}.}

#### Доказательство теоремы
Согласно лемме и условиям теоремы, {\displaystyle P\{\xi _{n}=k\}\sim \sum \limits _{r=k}^{\infty }{(-1)^{r-k}{\frac {\lambda ^{r}}{k!(r-k)!}}}=\sum \limits _{r=0}^{\infty }{(-1)^{r}{\frac {\lambda ^{r+k}}{k!r!}}}={\frac {\lambda ^{k}}{k!}}\sum \limits _{r=0}^{\infty }{\frac {(-\lambda )^{r}}{r!}}={\frac {\lambda ^{k}e^{-\lambda }}{k!}}} при {\displaystyle n\to \infty }.
Q.E.D.
Как пример нетривиального следствия этой теоремы можно привести, например, асимптотическое стремление к {\displaystyle \mathrm {P} (\lambda )} распределения количества изолированных рёбер (двухвершинных компонент связности) в случайном {\displaystyle n}-вершинном графе, где каждое из рёбер включается в граф с вероятностью {\displaystyle p_{n}\sim {\frac {2\lambda }{n^{2}}}}.

## История
Работа Симеона Дени Пуассона «Исследования о вероятности приговоров в уголовных и гражданских делах», в которой было введено данное распределение, была опубликована в 1837 году. Примеры других ситуаций, которые можно смоделировать, применив это распределение: поломки оборудования, длительность исполнения ремонтных работ стабильно работающим сотрудником, ошибка печати, рост колонии бактерий в чашке Петри, дефекты в длинной ленте или цепи, импульсы счётчика радиоактивного излучения, количество забиваемых футбольной командой голов и др.